# George Milles (4e baron Sondes)
George John Milles, 4e baron Sondes (20 janvier 1794 - 17 décembre 1874), appelé George Watson jusqu'en 1820 est un pair anglais.

## Biographie
Il est le deuxième fils de Lewis Watson (2e baron Sondes), et de sa femme Mary Milles. Le 17 octobre 1811, il est inscrit à Christ Church, Oxford. Le 15 décembre 1812, il achète une place de cornette chez les Royal Horse Guards. Il achète une lieutenance le 24 mars 1814 et se bat à la bataille de Waterloo. Il prend sa retraite de l'armée en mai 1816. Il change son nom de famille pour devenir Milles, celui de la famille de sa mère, le 27 décembre 1820, conformément au testament de son grand-père, Richard Milles. Il hérite des domaines de Milles à North Elmham.
Le 27 juin 1826, il est nommé capitaine du 2e régiment de Norfolk Yeomanry Cavalry. En 1830, il est haut-shérif de Norfolk. Le 31 mars 1831, il est promu major dans le Norfolk Yeomanry.
Il succède à son frère à la pairie le 14 mars 1836. Le 20 septembre 1836, il est nommé capitaine du East Kent Regiment of Yeomanry Cavalry et démissionne de son poste au Norfolk Yeomanry en avril 1838. Il est présent pour rendre hommage en personne lors du couronnement de la reine Victoria en juin 1838.
Il est actionnaire de la Faversham Public Rooms Company, qui est liquidée en 1871. Il est décédé le 17 décembre 1874 et son fils aîné, George Milles (1er comte Sondes), lui succède.